# Berberis rariflora
Berberis rariflora är en berberisväxtart som beskrevs av Wilibald Lechler. Berberis rariflora ingår i släktet berberisar, och familjen berberisväxter. Inga underarter finns listade i Catalogue of Life.